# Signigobius biocellatus
Signigobius biocellatus – gatunek ryby z rodziny babkowatych (Gobiidae).

## Występowanie
Zachodni Pacyfik od Filipin po Vanuatu oraz na południe po południową część Wielkiej Rafy Koralowej.
Występuje w piaszczystych bądź mulistych lagunach i zatokach na głębokości 2(1)–30 m, w pobliżu korali, kamieni, bądź części roślin dających schronienie. Żyje w wodach o temp 22–27 °C.

## Cechy morfologiczne
Osiąga do 10 cm długości. Na pierwszym łuku skrzelowym 10 wyrostków filtracyjnych, 4 na górnej i 6 na dolnej części. W płetwach grzbietowych 7 twardych i 10–11 miękkich promieni, w płetwie odbytowej 1 twardy i 10–11 miękkich promieni. W płetwach piersiowych 20–22 promienie. 
Na płetwach grzbietowych wyraźne okrągłe plamki.

## Odżywianie
Żywi się niewielkimi bezkręgowcami odfiltrowywanymi z piasku.

## Znaczenie
Hodowana w akwariach.